# Langues au Pakistan
Les langues au Pakistan sont diverses et l'objet de nombreuses problématiques. Le Pakistan a pour langues officielles l'ourdou et l'anglais. L'ourdou est une langue véhiculaire comprise par une grande partie de la population (environ 80 %), mais a seulement 7 % de locuteurs natifs,. Son importance trouve son origine dans la création du pays et dans la volonté de trouver une langue neutre vis-à-vis des langues régionales. L'anglais est parlé en langue seconde par environ 5 % de la population, et quelque 100 000 en langue maternelle.
Les langues maternelles les plus répandues dans le pays sont pourtant différentes des deux langues officielles, dans le contexte d'une implantation locale forte et d'identités régionales. Elles sont souvent liées à une zone géographique et aux différents groupes ethniques : le pendjabi (parlé par 37 % de la population selon le recensement de 2023) et le saraiki (12 %) pour les Pendjabis, le pachto (18 %) pour les Pachtounes, le sindhi (14 %) pour les Sindis, l'ourdou pour les Muhadjirs (9 %) ainsi que le baloutchi (3 %) et brahoui (1 %) pour les Baloutches ou Brahouis.
Les langues parlées dans le pays ont notamment des influences historiques indiennes, arabes et perses. La place de la langue dans la société et les institutions est l'objet de diverses polémiques dans le pays. Malgré la volonté affichée du pouvoir, l'ourdou peine ainsi à s'implanter face aux langues régionales. Ces dernières tentent d'avoir une reconnaissance officielle, alors que d'autres comme le saraiki et l'hindko sont souvent vues comme de simples dialectes malgré des revendications pour les considérer comme des langues à part entière. 

## Langues officielles

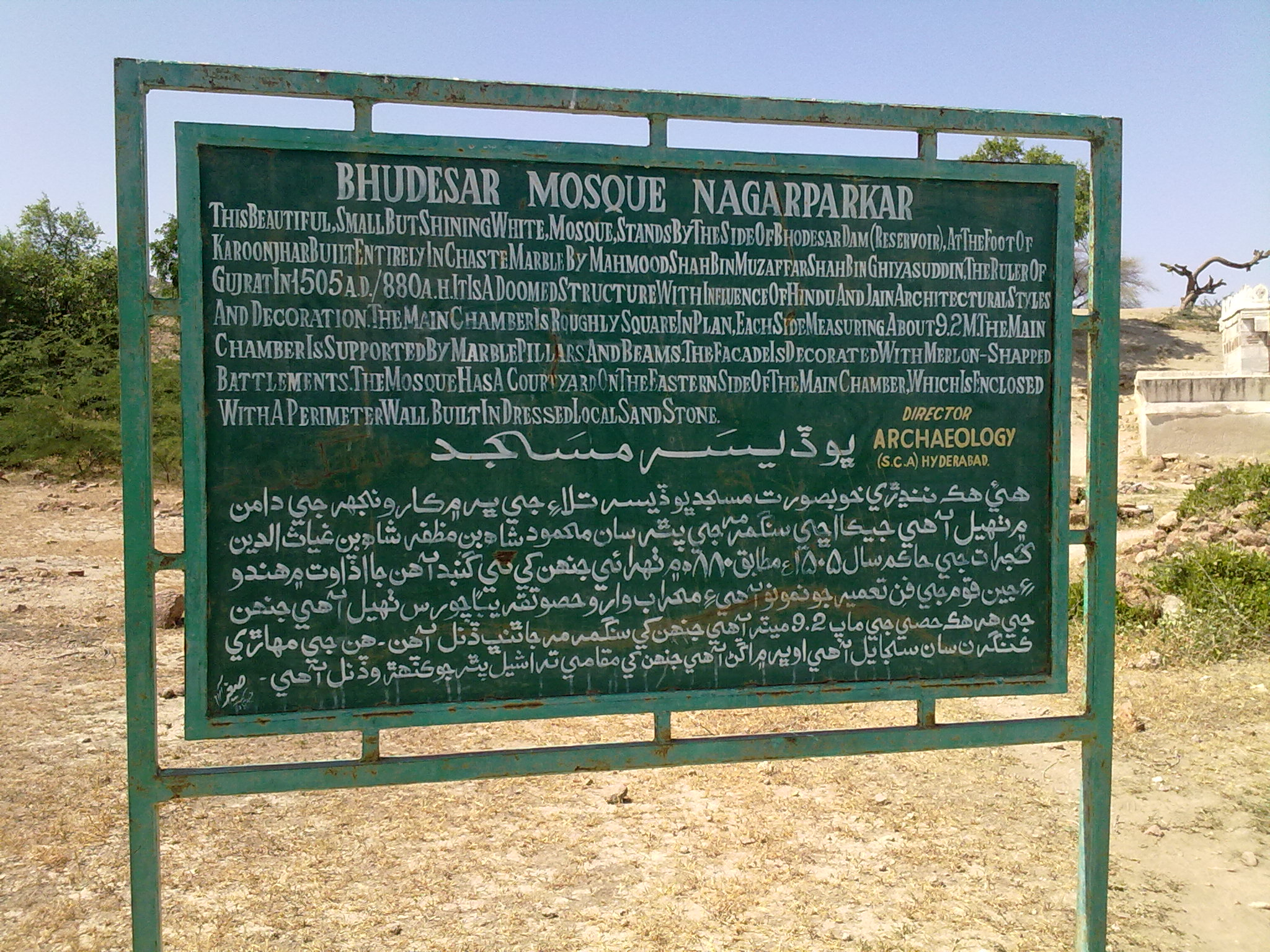
Panneau informatif sur une mosquée en anglais et ourdou.

L'ourdou est avec l'anglais la langue officielle de la république islamique du Pakistan. L'article 251 de la Constitution de 1973 proclame que « la langue nationale du Pakistan est l'ourdou, et des dispositions doivent être prises pour qu'elle soit utilisée de manière officielle (...) d'ici 15 ans à compter de ce jour ». L'article continue en prévoyant à son alinéa 2 que l'anglais puisse être utilisé de manière officielle le temps que cette phase de transition de 15 ans évoquée dans l'alinéa premier soit accomplie. Ainsi, si l'anglais et l'ourdou sont souvent présentés comme langues officielles côte à côte, l'esprit des textes prévoyait que seul l'ourdou soit langue officielle, alors que l'anglais aurait été simplement autorisé comme langue de transition avant que l'ourdou ne s'implante réellement. Toutefois, cette phase de transition s'est éternisée et l'anglais est toujours utilisé dans l'administration et les écoles. Il est également très utilisé dans les médias. L'anglais est aussi utile pour voyager, et communiquer avec les autres pays de la région. Il se maintient comme l'une des langues véhiculaires du pays pour communiquer entre les ethnies et reste la langue diplomatique pour communiquer avec l'Inde. 
Bien que langue officielle, l'ourdou ne soit parlé couramment que par une petite minorité de Pakistanais : à peine 9,2 % de locuteurs natifs selon le recensement de 2023. Ceux-ci se trouvent surtout dans les centres-villes de grandes métropoles, notamment Karachi, Hyderabad et Islamabad. La communauté muhadjire est de loin la première à utiliser cette langue couramment. En effet, ceux-ci sont des musulmans venus d'Inde qui ont émigré au Pakistan lors de la fondation du pays en 1947, et ils avaient hautement contribué au mouvement qui a abouti à la création du pays. L'ourdou a également été promu car vu comme favorable à l'unité nationale, puisqu'il évite de favoriser certaines langues locales qui prédominent dans les différentes régions du pays. Cette volonté d'imposer l'ourdou comme unique langue officielle lors des débats de l'Assemblée constituante va déclencher le Mouvement pour la Langue au Pakistan oriental en faveur du bengali, qui sera finalement reconnu comme langue officielle en 1956, jusqu'à la sécession du Bangladesh en 1971.

## Langues provinciales

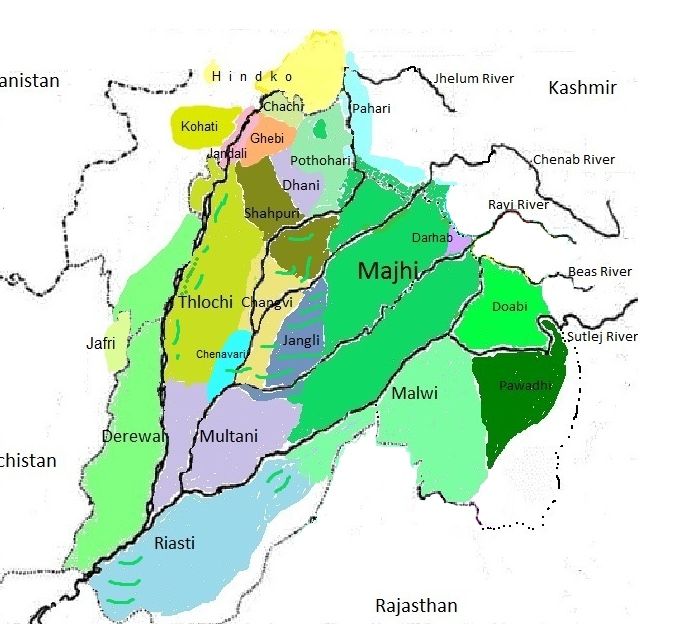
Dialectes du pendjabi et du saraiki.

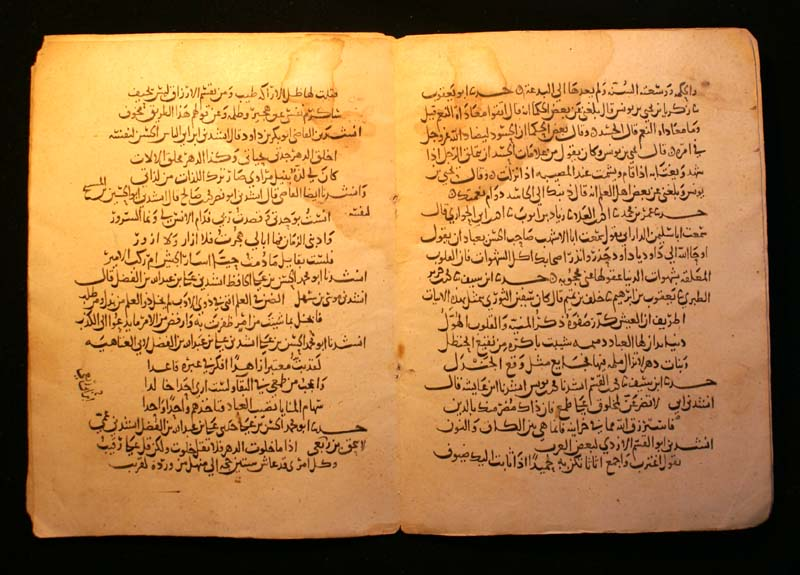
Vieux manuscrit en sindhi.

Quatre langues provinciales dominent les quatre provinces du pays. La plus parlée est le pendjabi, largement dominant dans la province du Pendjab, la plus riche et peuplée du pays. Ainsi, près de 37 % des Pakistanais ont comme première langue le pendjabi selon le recensement de 2023, et 70 % dans le Pendjab. On peut ajouter le saraiki qui est la langue maternelle de 12 % de la population. Parlé dans le sud de la même province, il est parfois considéré comme un simple dialecte du pendjabi quand d'autres le considèrent comme une langue à part entière. L'hindko fait également l'objet d'une polémique similaire dans le pays. Les langues lahnda peuvent ainsi rassembler jusqu'à 51 % des Pakistanais.
Toujours d'après le recensement de 2023, le pachto est la deuxième langue la plus parlée du pays, soit près de 18,2 % de la population. Il est surtout parlé par les Pachtounes, dans la province de Khyber Pakhtunkhwa par près de 81 % de ses habitants et par 34 % de la population du Baloutchistan, essentiellement dans sa partie nord. La troisième langue la plus parlée dans le pays est le sindhi, originaire de la province du Sind. Il est parlé par quelque 14,3 % des Pakistanais, dont 02 % dans la seule province du Sind. Il constitue toutefois historiquement la deuxième langue du pays, avant d'être supplanté par le pachto lors du recensement de 1981. Enfin, la dernière langue provinciale est le baloutchi, parlé dans la province pauvre et très peu peuplée du Baloutchistan par 40 % de ses habitants, et par 3,4 % environ au niveau national. 
La Constitution de 1973 prévoit dans l'alinéa 3 de son article 251 qu'une assemblée provinciale peut accorder un statut officiel à une langue régionale « sans préjudice pour la langue officielle ». Le texte prévoit que l'assemblée doit voter à cet effet une loi qui détaille les mesures visant à son enseignement, sa promotion et son utilisation. Seule l'Assemblée provinciale du Sind a voté une telle mesure concernant le sindhi, ce dernier étant donc utilisé officiellement dans l'administration et les institutions politiques locales.

## Langues minoritaires

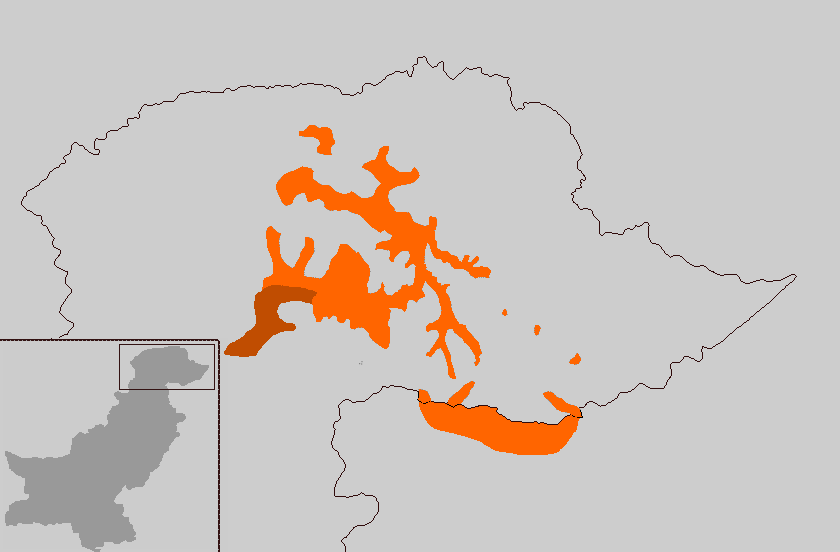
Extension du shina dans le nord du Pakistan.

Plusieurs langues nettement plus minoritaires sont parlées au Pakistan. Elles sont souvent voisines de langues plus importantes ou issues d'un héritage historique, voire d'immigration récente venant par exemple d'Afghanistan. Les plus importantes, selon le recensement de 2023, sont l'hindko (2,2 %), parlé dans le nord-est de la province de Khyber Pakhtunkhwa, et le brahoui (1,2 %), dans le centre du Baloutchistan, ainsi que le mewati (0,5 %) et le kohistani (0,4 %). 
Dans le nord du pays, on trouve une myriade de langues locales : le cachemiri (0,17 %), le shina, le balti, le ladakhi, le bourouchaski sont parlés dans les territoires de l'Azad Cachemire et du Gilgit-Baltistan. On trouve aussi le khowar dans le district de Chitral.
Des langues ou dialectes proches du perse sont également parlés dans divers endroits du pays, comme l'hazara (surtout parlé à Quetta) voir le dari, issu des immigrés ou réfugiés venus d'Afghanistan notamment depuis les années 1980 sous l'effet des différentes guerres qui ont touché la région.

## Statistiques

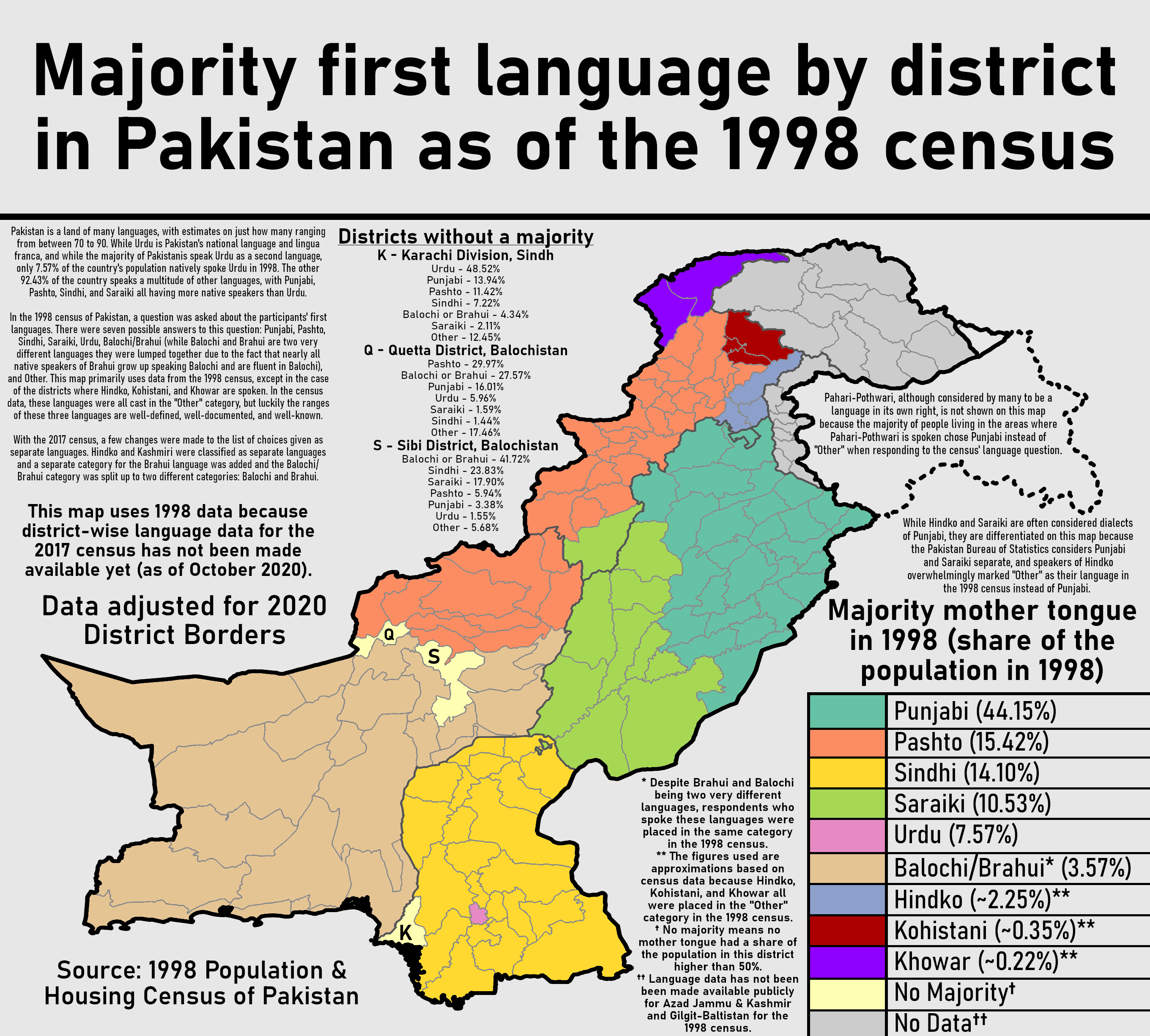
Langues majoritaires dans les districts en 1998.

Langues majoritaires dans les districts en 2017.

Le tableau ci-dessous présente l'état des langues les plus parlées nativement par leur locuteur. Il est issu des recensements menés par les autorités pakistanaises en 1998 et 2023. Le saraiki est considéré comme une langue autonome pour la première fois lors du recensement de 1981, alors qu'il était auparavant inclus au sein du pendjabi. En 2010, le World Factbook de la CIA donne une estimation un peu différente : pendjabi 48 %, sindhi 12 %, saraiki 10 %, pachto 8 %, ourdou 8 % et baloutchi 3 %.
À l’occasion du recensement de 2017, l'hindko et le brahoui sont pris en compte par les autorités alors qu'ils étaient respectivement amalgamés dans « autres » et baloutchi lors de l'étude précédente. Entre 1998 et 2023, on observe une baisse relative pour le pendjabi tandis que toutes les autres langues progressent. 
|   | Langue    | % (1998) | % (2023) | Province prédominante           |
| - | --------- | -------- | -------- | ------------------------------- |
| 1 | Pendjabi  | 44,15 %  | 36,98 %  | 67 % dans le Pendjab            |
| 2 | Pachto    | 15,42 %  | 18,15 %  | 81 % dans le Khyber Pakhtunkhwa |
| 3 | Sindhi    | 14,10 %  | 14,31 %  | 60 % dans le Sind               |
| 4 | Saraiki   | 10,53 %  | 12,00 %  | 21 % dans le Pendjab            |
| 5 | Ourdou    | 7,57 %   | 9,25 %   | 22 % dans le Sind               |
| 6 | Baloutchi | 3,57 %   | 3,38 %   | 40 % dans le Baloutchistan      |
| 7 | Brahoui   | 3,57 %   | 1,16 %   | 17 % dans le Baloutchistan      |
| 8 | Hindko    | 4,66 %   | 2,32 %   | 9 % dans le Khyber Pakhtunkhwa  |
| 9 | Autres    | 4,66 %   | 2,45 %   | -                               |